# Surrogaat

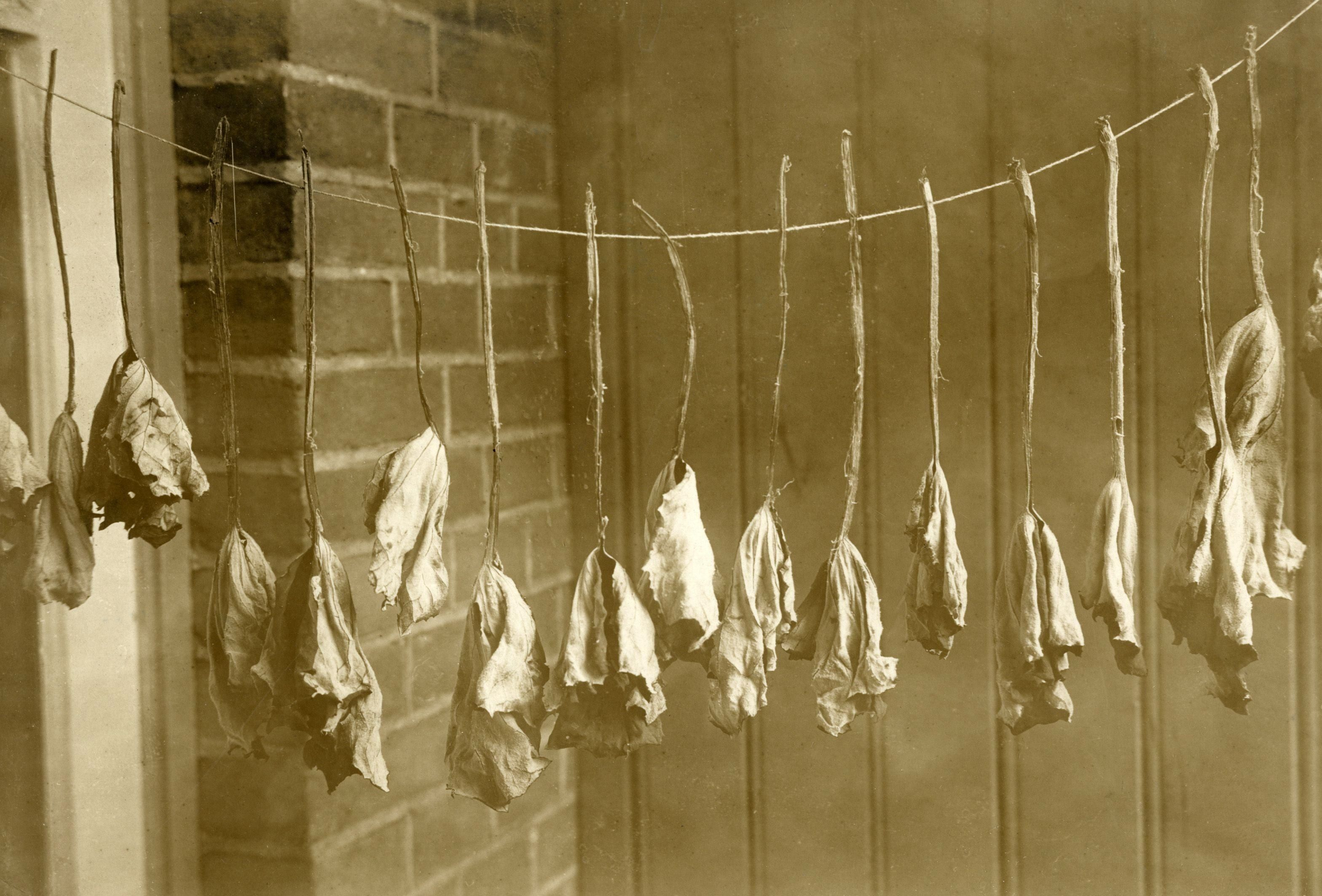
Hoefblad gebruikt als surrogaattabak hangt te drogen aan waslijn (1918)

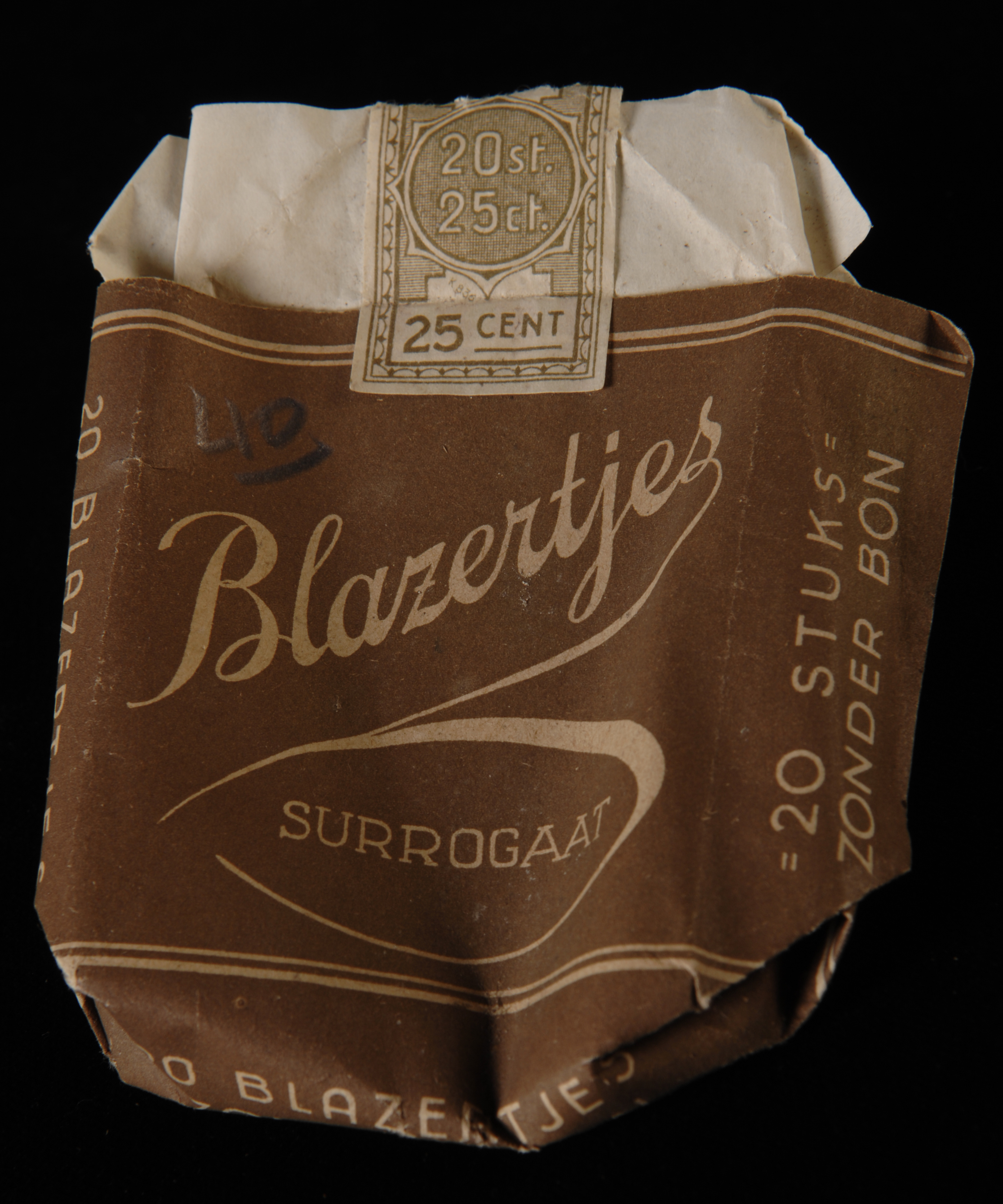
“Blazertjes”-surrogaatsigaretten

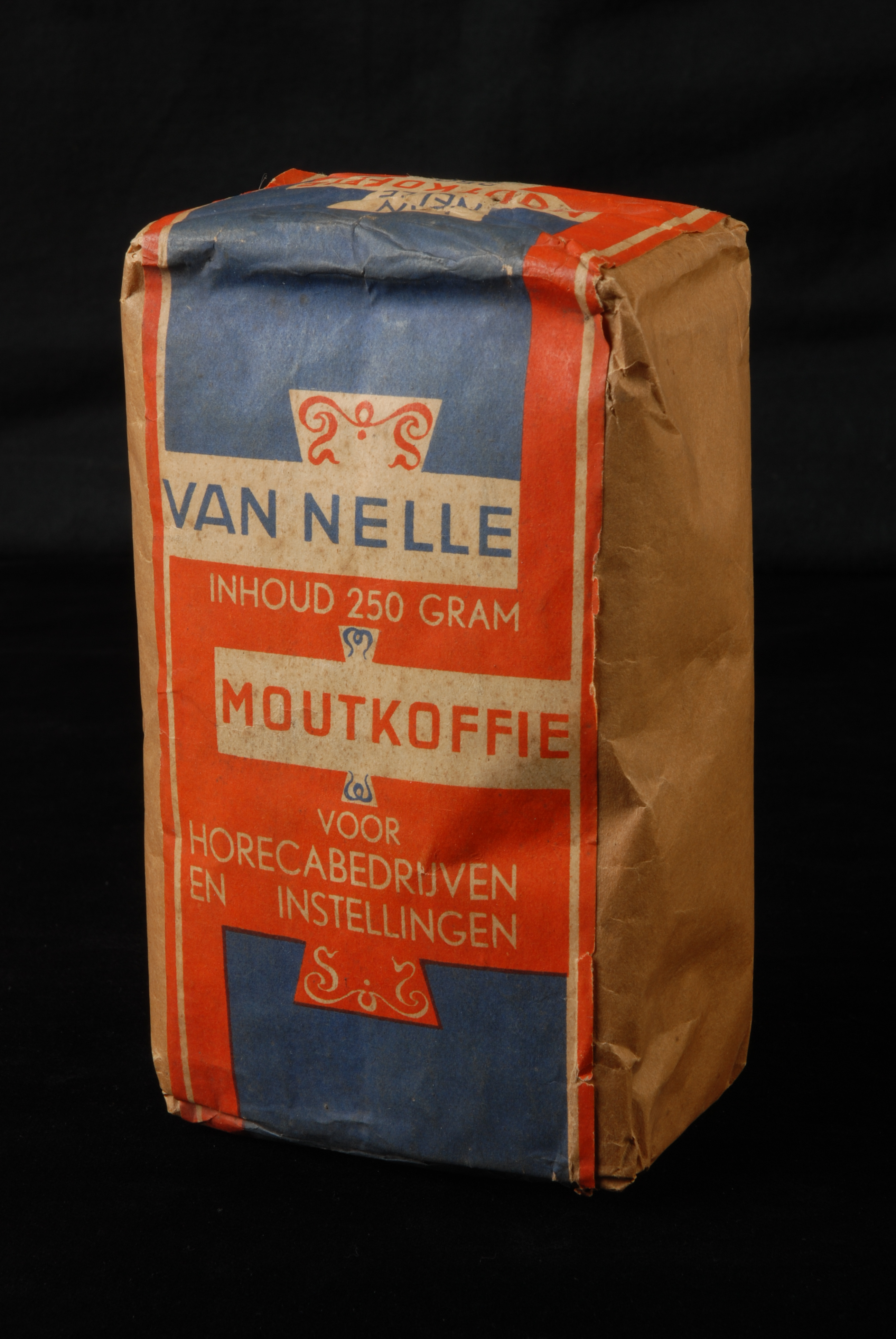
Van Nelle Moutkoffie (Tweede Wereldoorlog)

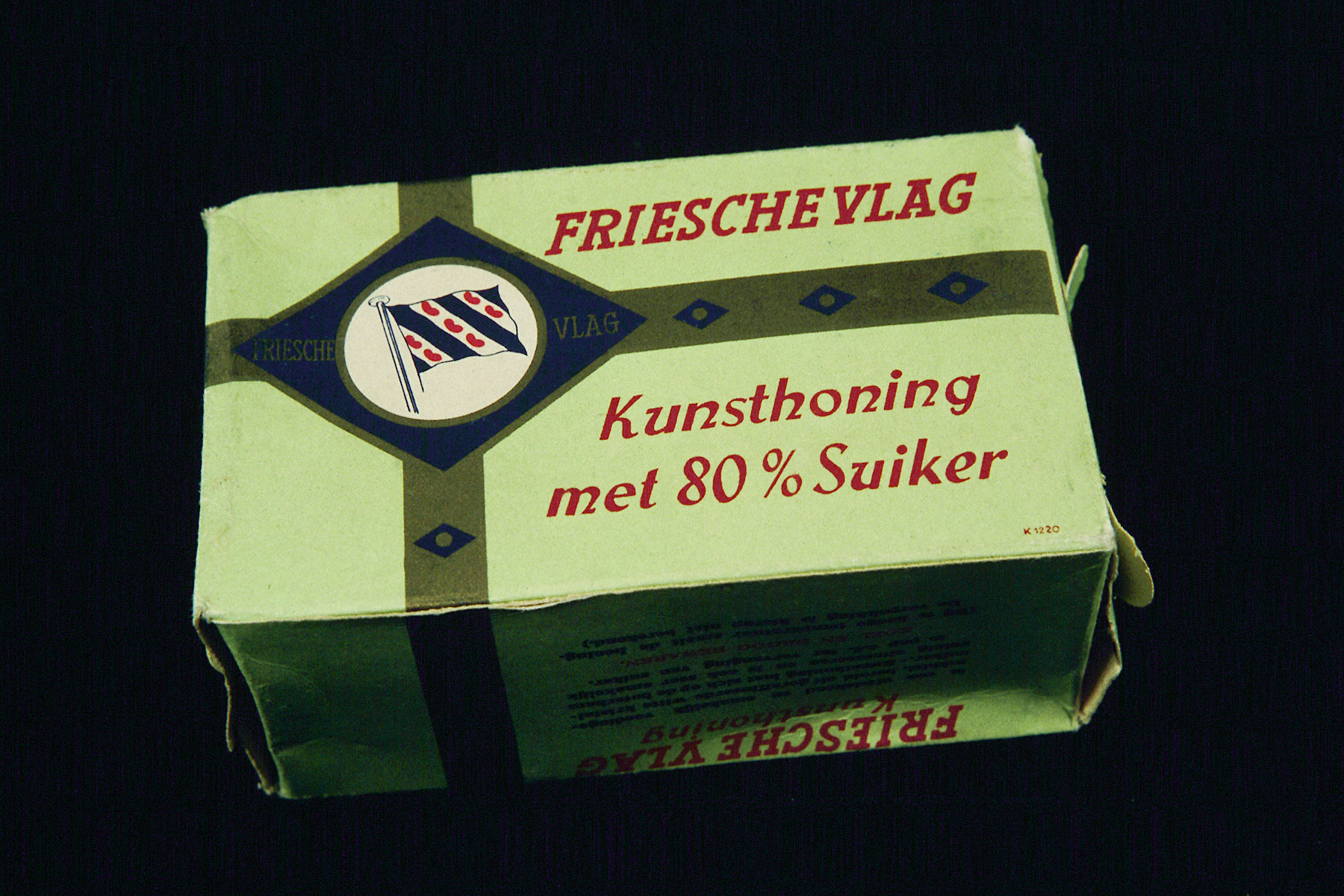
Friesche Vlag kunsthoning (gemaakt van suiker aangelengd met zuur en honingaroma) (Tweede Wereldoorlog}

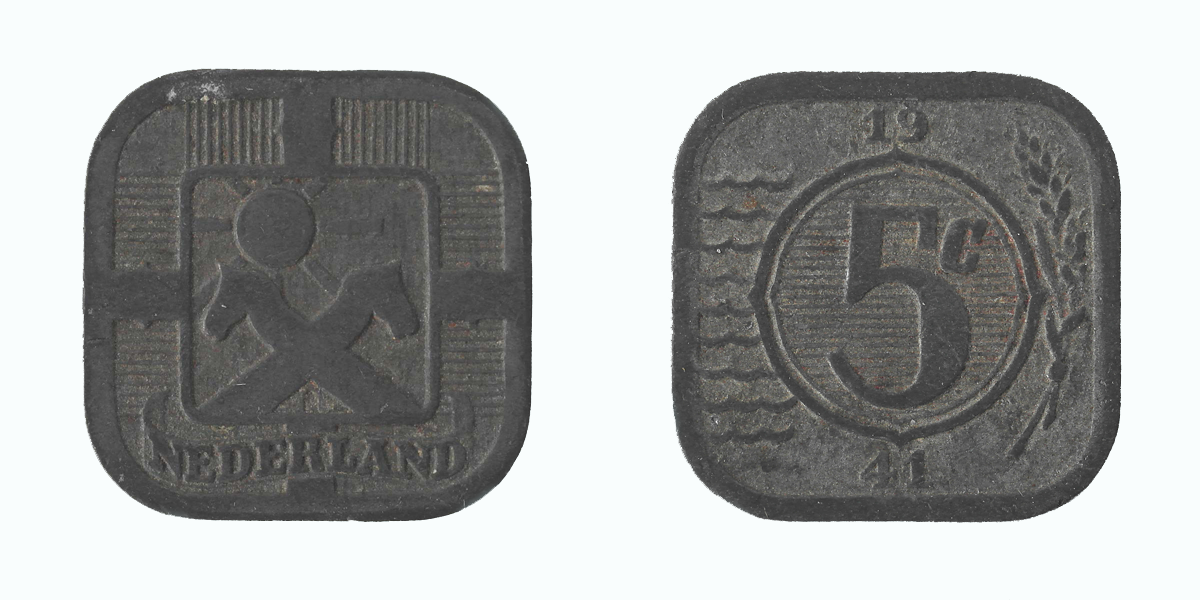
Nederlandse stuiver van zink, 1941

Een surrogaat is een product dat een ander vervangt, maar dat een andere, vaak mindere, kwaliteit heeft.
Surrogaten worden vaak gemaakt in perioden van schaarste, zoals tijdens oorlogen.
Vooral tijdens de Tweede Wereldoorlog werden veel basisproducten schaars, waardoor men op grote schaal surrogaatproducten ging gebruiken. Hoewel deze producten vaak niet dezelfde kwaliteit hadden als de originele, hielpen ze de bevolking om het dagelijkse leven tijdens de oorlog voort te zetten. Pas na de oorlog keerde men geleidelijk aan terug naar de originele producten, hoewel sommige surrogaten nog enige tijd in gebruik bleven.
Men raakte zo gewend aan sommige surrogaatmiddelen, dat men pas na de oorlog bemerkte hoe slecht de kwaliteit was geweest.

## Veelgebruikte surrogaatproducten
Hier een overzicht van producten die tijdens de bezetting van België en Nederland in de Tweede Wereldoorlog op grote schaal door surrogaten vervangen werden:

### Tabak
Tabak werd in Nederland vaak vervangen door ongefermenteerde, lokaal gekweekte tabak. Een ander populair voorbeeld van een surrogaatproduct voor sigaren was surrogaat binnengoed, ook Surbin genoemd, gemaakt van hopafval van brouwerijen. Verder werd in de meest wanhopige tijden soms bijna alles wat brandbaar was als "tabak" gebruikt.

### Koffie
Koffiesurrogaat was al in de 19e eeuw in tijden van schaarste een gevraagd product. Reeds toen werd echte koffie al gemengd met granen en cichorei. Hier komt de uitdrukking "dat is geen zuivere koffie" vandaan. Later, tijdens de Tweede Wereldoorlog, raakten de voorraden koffie vanaf juni 1940 al snel uitgeput, zodat er vanaf 1941 koffiesurrogaat op de markt kwam, bestaande uit een mix van gerst, erwten, veldbonen, cichorei, eikels en zelfs tulpenbollen. Verschillende koffiefabrikanten brachten toen ook hun eigen merken surrogaat uit. Zo introduceerde Van Nelle Pitto en Douwe Egberts Fama. Koffiesurrogaat bleef na de oorlog overigens nog enige tijd in gebruik: Pas in 1952 werd koffie weer vrij verkrijgbaar.

### Suiker
suiker was een ander product dat in oktober 1939 in Nederland al ‘op de bon’ ging. Als vervanging om het tekort aan echte suiker te compenseren gebruikte men vaak zoetstoffen zoals sacharine, of mengsels met melasse of bietensap.

### Chocolade
Ook chocolade was een zeldzaam goed tijdens de oorlog. Om aan de vraag te voldoen, werden er al vroeg surrogaatproducten ontwikkeld die soms gebruik maakten van cichorei, kastanjes, of andere ingrediënten om een vergelijkbare smaak te benaderen.

### Melk
Melk was ook vaak moeilijk verkrijgbaar. Een bekend surrogaat was "melkpoeder" gemaakt van gedroogde en gemalen peulvruchten of granen.

### Brood
De samenstelling van brood werd ook gewijzigd. Dit oorlogsbrood werd gemaakt met tarwemeel van een hogere uitmaling dan normaal en er werd in de loop van de bezetting steeds meer roggemeel, aardappel- of peulvruchtenmeel aan toegevoegd. Het was donker van kleur en smaakte klef en zurig. Er zijn zelfs gevallen bekend dat aan het brood houtzaagsel werd toegevoegd.

### Zeep
Zeep werd vervangen door kleizeep. Dit bestond uit een kleibasis met daaroverheen zand.

### Grondstoffen voor muntgeld
Muntgeld werd gemaakt van zink in plaats van de traditionele metalen.

### Schoenen en textiel
Schoenen waren niet gemaakt van leer, maar van karton. Textiel werd vaak vervangen door alternatieve materialen zoals papier, jute en cellulosevezels.

### Touw
Een andere veelgebruikte vervanging was touw gemaakt van papier. Dit papieren touw werd vervaardigd door papierstrips te draaien en te vlechten tot stevige strengen. Hoewel minder sterk en duurzaam dan traditioneel touw van natuurlijke vezels zoals hennep of sisal, voldeed het papieren touw in vele huishoudelijke en industriële toepassingen, zoals het binden van pakketten en lichte constructies.

### Doodskisten
Zelfs doodskisten werden niet van hout, maar van karton gemaakt.